# Caproni Campini N.1
El Caproni Campini N.1 fue un avión experimental italiano diseñado por Secondo Campini y construido por la compañía Caproni. Su característica más distintiva era el fuselaje anular, en cuyo interior se ubicaba un motor de pistón que accionaba un compresor triple. Hasta ese punto, el fuselaje hueco era parte del diseño de un motor de hélice entubada o hélice tubular similar al del Stipa-Caproni, pero en la sección de cola contaba con un dispositivo que inyectaba combustible al flujo de aire y lo prendía, generando impulso suplementario, pasando a ser un termorreactor. Fue el segundo avión a reacción en volar de la historia, después del Heinkel He 178.

## Historial
El ingeniero Secondo Campini fundó en 1931 su compañía, la Società Campini per Velivoli e Natani a Reazione, con el objeto de investigar la propulsión a reacción. En 1939 construyó una planta motriz que instaló en una célula que Caproni había fabricado para evaluar las posibilidades del nuevo motor. Designado Caproni N.1 voló por primera vez el 27 de agosto de 1940, a los mandos del piloto de pruebas y antiguo as militar italiano Mario de Bernardi.  Pronto se comprobó que las prestaciones eran decepcionantes, con una velocidad máxima de tan sólo 375 km/h, inferior a la del biplano contemporáneo Fiat CR.42. Del mismo modo, el uso del posquemador para activar el termorreactor consumía gran cantidad de combustible. El 30 de noviembre de 1941, Mario de Bernardi y el ingeniero Pedace lo trasladaron desde el aeropuerto de Taliedo, en Milán, al de Guidonia Montecelio en Roma, separados por 478 kilómetros, el N.1 tuvo que hacer una escala en Pisa para repostar, alcanzando una velocidad media de 209 km/h. Activar el posquemador añadía 40/45 km/h de velocidad, permitiendo alcanzar su máximo de 375 km/h. 
El desarrollo fue detenido en 1942, y tras la guerra uno de los dos ejemplares existentes fue llevado al Reino Unido, analizado y posteriormente destruido. El ejemplar superviviente se expone en el Museo Storico dell’Aeronautica Militare en Vigna di Valle.

## Especificaciones

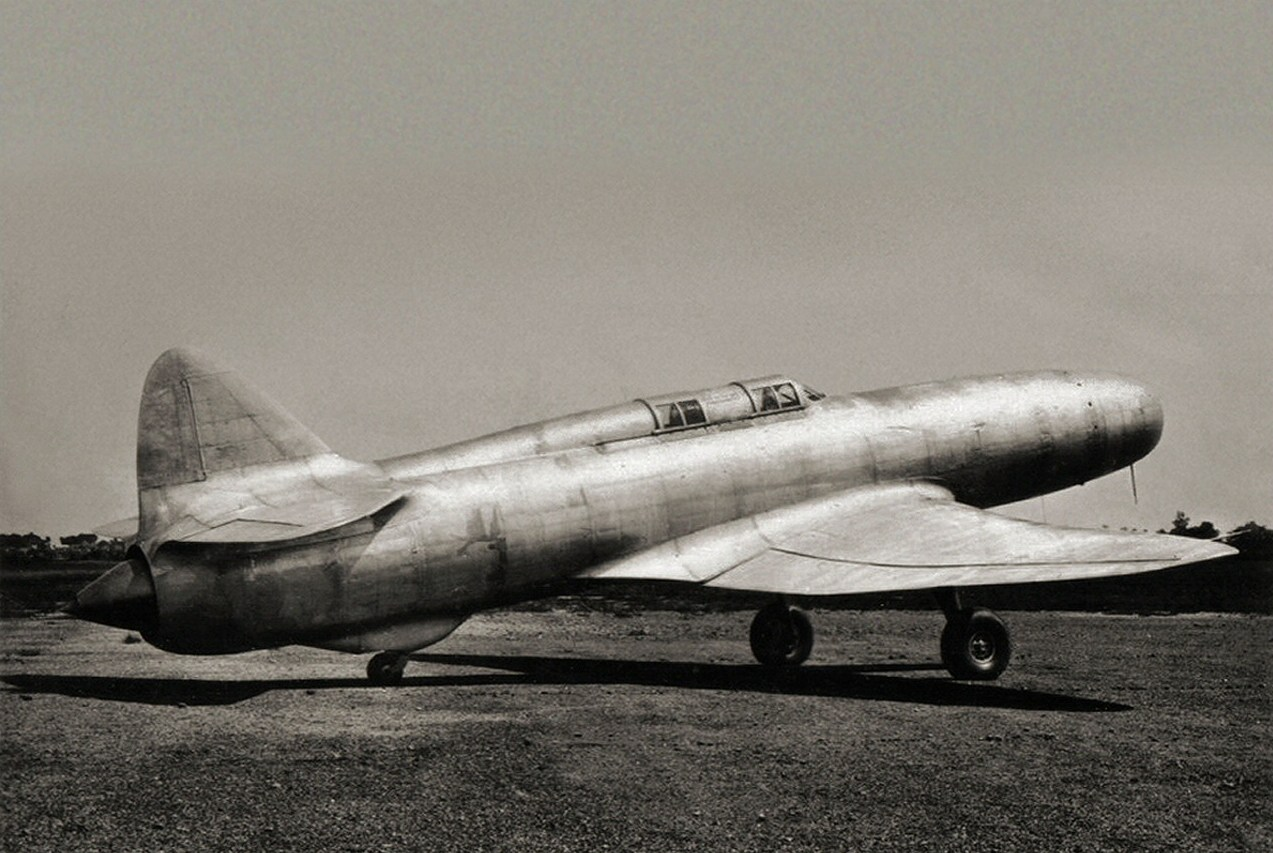

### Características generales
- Tripulación: 2
- Longitud: 13,10 m
- Envergadura: 15,85 m
- Altura: 4,7 m
- Superficie alar: 36 m²
- Peso vacío: 3.640 kg
- Peso cargado: 4.195 kg
- Planta motriz: 1× Termorreactor. Un motor V12 Isotta Fraschini L.121RC40 de 900 cv accionaba un compresor de tres etapas.

### Rendimiento
- Velocidad máxima operativa (Vno): 375 km/h
- Alcance: km
- Radio de acción: km
- Alcance en combate: km
- Alcance en ferry: km